# شرغاتی
شرغاتی (به انگلیسی: Sherghati) یک منطقهٔ مسکونی در هند است که در بخش گایا واقع شده‌است. شرغاتی ۱٬۵۰٬۰۰۰ نفر جمعیت دارد و ۱۲۱ متر بالاتر از سطح دریا واقع شده‌است.